# Nonagria punctata
Nonagria punctata là một loài bướm đêm trong họ Noctuidae.